# Valencia (vino)
Valencia es una denominación de origen española constituida en 1932 para vinos procedentes de la provincia de Valencia.
Ya en el siglo II a. C. el vino de Sagunto es mencionado en obras de Juvenal y Marcial. Este caldo alcanzaría fama durante la Edad Media aunque se tiene constancia del cultivo de la vid desde la época del Neolítico en el espacio que ahora ocupa la Comunidad Valenciana. Comunicada a través de un puerto marítimo que mira al mediterráneo, Valencia ha exportado sus vinos desde antiguo, de hecho buena parte de la producción de esta denominación de origen se destina al mercado exterior, esto hace que sus vinos tintos, blancos, rosados, brisados, rancios, dulces, espumosos de licor y espumosos aromáticos no sean muy conocidos en España.
Esta denominación de origen protegida (DOP) obtuvo su registro ante la Unión Europea el 13 de junio de 1986. También cuenta con registro ante la Organización Mundial de la Propiedad Intelectual desde 22 de junio de 2021.

## El entorno
El suelo, con buena permeabilidad, varía según la altura, siendo de tipo fluvial en la zona más cercana a la costa, arcilloso a media altura y calizo y arenoso en las zonas más altas. El clima, mediterráneo, tiende a continental cuanto más hacia el interior sufriendo la influencia de fuertes vientos y aguaceros precisamente en esta última zona. La pluviometría media es de 400 mm. con zonas consideradas como áridas o semiáridas y las temperaturas pueden oscilar de 38 °C en verano a -5 °C en invierno

## Subzonas
El área de cultivo se divide en cuatro subzonas:
- Valentino, cuyo nombre procede de "Valentia Edetanorum", nombre romano de Valencia,  situada al noroeste, y la de mayor extensión. Dado que el del terreno de cultivo va asciendo desde la costa hacía el interior, podemos, a su vez, distinguir tres áreas situadas a distintas altitudes: Cheste y Marquesado a 180 metros sobre el nivel del mar, Campos de Liria, a 280 metros de altitud y Serranía, a 550 metros.
- Alto Turia al oeste de Valentino, se encuentra entre 700 y 1.100 metros de altitud sobre el nivel del mar, con inviernos rigurosos y veranos secos tal y como corresponde con una viticultura de montaña.
- Moscatel, que parte de límites occidentales de la ciudad, al nivel del mar, hacia el interior alcanzando una altitud de 100 metros.  De clima soleado y cálido, influenciado por la brisa del mar Mediterráneo.
- Clariano aislada de las otras zonas de cultivo y que limita al norte con Valencia capital y al sur con Játiva y Gandía.

## Uvas
Tintas: 
- Monastrell
- Garnacha
- Syrah
- Pinot Noir
- Cabernet Sauvignon
- Merlot
- Bobal
- Forcallat
- Bonicaire
- Cabernet Franc
- Graciano
- Malbec
- Mencia
- Mazuelo
- Petit Verdot
- Tempranillo
- Tintorera

Blancas: 
- Merseguera
- Pedro Ximénez
- Malvasía
- Moscatel
- Macabeo
- Chardonnay
- Planta Fina
- Planta nova
- Sauvignon Blanc
- Sémillon
- Tortosí
- Verdil
- Gewürtztraminer
- Riesling
- Verdejo

## Añadas
- 1980 Buena
- 1981 Muy buena
- 1982 Buena
- 1983 Muy buena
- 1984 Buena
- 1985 Buena
- 1986 Buena
- 1987 Muy buena
- 1988 Regular
- 1989 Regular
- 1990 Buena
- 1991 Buena
- 1992 Buena
- 1993 Muy buena
- 1994 Muy buena
- 1995 Buena
- 1996 Muy buena
- 1997 Buena
- 1998 Muy buena
- 1999 Muy buena
- 2000 Excelente
- 2001 Muy buena
- 2002 Buena
- 2003 Muy buena
- 2004 Muy buena
- 2005 Excelente
- 2006 Excelente
- 2007 Muy buena
- 2008 Muy buena
- 2009 Muy buena
- 2010 Muy buena
- 2011 Excelente
- 2012 Muy buena
- 2013 Buena
- 2014 Muy buena
- 2015 Muy buena
- 2016 Excelente
- 2017 Muy buena

## Bodegas certificadas
- Cheste Agraria Coop. V.
- Bodegas la Viña Coop. V. - Fuente la Higuera
- Coop. S. Pedro Apóstol - Godelleta
- Coop. Sant Pere - Moixent
- Coop. Agrovinícola de Montserrat
- Coop. Vinícola Onteniense - Ontinyent
- Vitivinícola de la Pobla del Duc Coop. V.
- Coop. Agr. Sta. Bárbara de Titaguas
- La Baronía de Turís Coop. V.
- Coop. Agrícola del Villar del Arzobispo
- Ernesto Debón Viadel
- SAT 368 CV Bodegas Polo Monleón - Titaguas
- Antonio Arraez, S.L.
- Bodegas Bataller, S.A. - Castelló de Rugat
- Bodegas Murviedro, S.A.
- Vicente Gandía Plá, S. A.
- Cherubino Valsangiacomo, S.A.
- Mamerto de la Vara, S.L.
- Bodega J. Belda
- Coop. Vinícola Quatretonda Coop. V.
- Facundo Chafer Martí
- Bodegas y Destilerías Vidal, S.L.
- Bodegas Los Frailes, S.L.
- Los Pinos, S.L.
- Julio Tarin Verduch, S.L. - Cheste
- Bodegas Carmelitano, S.A.U.
- Salas y Sirvent, S.L.
- Bodeval de Moxente, S.L.
- Bodega Viñas Del Portillo, S.L.
- Heretat de Taverners, S.L.
- Celler del Roure, S.L.
- Bodegas Vegamar, S.L.
- Enguera Vitivinícola, S.A.
- Vicente Ribera e Hijo, S.L.
- Ecovitis, S.L.
- Bocopa Coop. V.
- Andrés Valiente e Hijos, S.L.
- Torre Oria, S.L.U.
- Dominio de Aranleón, S.L.
- SAT 399 CV El Galtero
- SAT 7207 CV Viveros Cambra
- Rafael Cambra, S.L.
- Pago Casa Gran
- Bodegas Viejo Antón
- Bodegas Vinival, S.L.
- Coop. Agrícola de Utiel
- Coop. Vinícola Requenense
- Bodegas Nodus, S.L.U.
- Coop. Virgen Pobre de Xaló
- Ladrón de Lunas, S.L.
- Bodegas Mustiguillo
- Hacienda La Serrata
- Bodegas Mitos, S.L.
- Casas de Moya, S.L.
- Antonio Llobell Cardona
- Enológica Oleana CB
- Guilella Agrícola S.L.
- Bodegas Volver, S.L.
- Filoxera & Cia, CB
- Costera Alta Wines, S.L.U
- Luis Corbí Colomá
- Bodegas Hispano Suizas, s.L.
- Bebendos
- Can Leandro, C.B.
- Viticultores Lo Necesario
- Clos de Lôm
- Casas Juntas, S.L.
- Bodegas Iranzo, S.L.
- Vinya Alforí, S.L.
- Baldovar923
- Bodegas Murviedro - Casa Lo Alto
- Bodegas Terra d'Art
- Bru & JL Vineyards & Wines, S.L.